# Orient
Orient Watch Co., Ltd. (фр. Orient - Восток) — японский производитель часов. Компания, основанная в Токио в 1950 году Сёгоро Ёсидой, ведёт свою историю от 1901 года — времени вхождения в часовой бизнес её основателя. В середине XX века входила в большую тройку японских производителей часов (наряду с Citizen и Seiko), однако, в отличие от конкурентов, не перешла в 1970-х годах на массовое производство кварцевых часов, сосредоточившись на совершенствовании механических. 
В настоящее время является дочерней компанией Seiko Epson. После приобретения контрольного пакета руководство компании возглавил Кэн Кавая, долгое время руководивший отделениями Seiko в Европе и Америке (сейчас компанию возглавляет Мазаюки Кавана). Ежегодно компания производит более двух миллионов наручных часов, помимо часов, компания Orient Watch производит прецизионные механические детали и электронные компоненты для корпорации Seiko Epson. Производственные мощности компании расположены в Японии, Китае, Гонконге и в Южной Америке.
Компания производит следующие бренды наручных часов: Orient, Royal Orient, Orient Star, Diana, iO, YOU, Town&Country, Daks, Private Label.
С 2009 года компания является спонсором спортивной гоночной команды STI Subaru.

## История компании

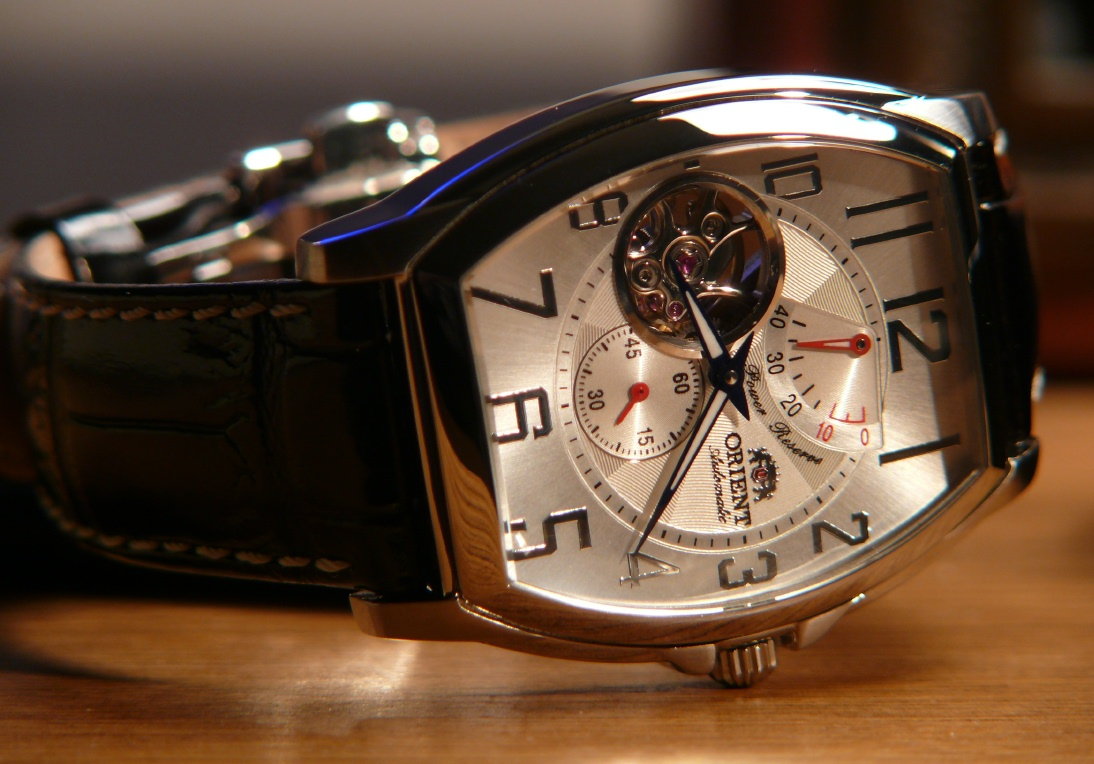
Часы Orient

История компании началась в 1901 году, когда Сёгоро Ёсида открыл в Токио, в районе Уэно, первый магазин Ёсида-токэй, где продавал импортные часы. В 1912 году он также начал изготавливать золотые корпуса к наручным часам, а в 1920 году открыл завод по производству настольных часов Тоё-токэй. В 1930-х годах его предприятие начало производство наручных часов, для чего в пригороде Токио Хино был построен новый завод, во время Второй мировой войны также выпускавший продукцию для военных нужд. В 1949 году из-за тяжёлого экономического положения компании (как и Японии в целом) пришлось закрыть завод в Хино. Производство часов возобновилось через год новой компанией Сёгоро Ёсида Tama Keiki Company, которая в 1951 году была переименована в Orient Watch Co., Ltd., первая выпускаемая ею модель называлась Orient Star (Orient в переводе с  латыни Восток). Успеху этой модели во многом способствовало заключение в 1955 году торгового соглашения на поставки часов в Китай. В конце 1950-х годов появились модели Dynamic и Royal Orient. В 1959 году для организации продаж создана торговая фирма Orient Shoji (упразднена в 1966 году), а в 1961 году акции Orient Watch появляются во второй секции Токийской фондовой биржи.
В 1960-х годах появились новые модели Orient Watch: Super Auto (1962 год, первые часы с автоматическим подзаводом), Grand Prix 100 (1964 год), Multi-Year Calendar (1965 год, с вечным календарём), King Diver 1000 (1965 год) и Fineness (1967 год, на то время самые тонкие часы в мире, толщиной всего 3,9 мм). В 1978 году в Гонконге создана компания O.R.TIME (HK) Ltd. В 1985 году созданием совместного предприятия началось партнёрство Orient с Seiko. Также в 1980-х годах были созданы дочерние компании Уго Токэй Сэймицу (UTS, 1981 год, Уго, преф. Акита) и Акита Ориент Сэймицу (1986 год, Юдзава (преф. Акита). В 1990-х годах начато производство комплектующих к струйным принтерам. С 1997 года корпорация Seiko Epson начала наращивать свой пакет акций Orient Watch, к 2001 году насобирав 52 %, таким образом, получив полный контроль над компанией. Также в 2001 году штаб-квартира была перенесена из города Хино в токийский район Тиёда, Сото-Канда; ещё одним событием этого года стало начало производства компанией генераторов с кварцевой стабилизацией частоты для мобильных телефонов. В 2003 году акции компании Orient Watch Co., Ltd. исключены из второй секции Токийской фондовой биржи в соответствии с критериями делистинга. Также в 2003 году открыт Технический центр Ориент (Orient Technical Center, OTC), где налажена сборка часов класса люкс. В 2007 году была основана дочерняя компания в КНР Orient Watch Co., Ltd. China, а в 2008 году — Orient Watch USA в США. В 2009 году Seiko Epson собрала все 100 % акций Orient Watch Co., Ltd.